# Nicholas Kemmer
Nicholas Kemmer FRS (Nikolaus Pavlovitch Kemmer) (San Petersburgo, 7 de diciembre de 1911-Edimburgo, 21 de octubre de 1998) fue un físico nuclear británico nacido en Rusia.

## Biografía
Su madre fue Barbara Stutzer Kemmer Classen, y su padre, P. Nicholas Kemmer. Nicholas Kemmer estudió en la Escuela secundaria de Bismarck, en Hannover, Alemania en 1929. Luego asistió a la Licenciatura de Física de la Universidad de Gotinga (en 1933). Realizó su doctorado en física nuclear en la Universidad de Zúrich. Trabajó con reactores y armas nucleares.
Se casó con Margaret Nicholas. Murió el 21 de octubre de 1998, en Edimburgo. La causa de la muerte no está especificada.

## Honores
- elegido miembro de la Royal Society en 1956[1]
- Medalla Hughes, concedida por la Royal Society en 1966 «por los numerosos descubrimientos de gran importancia en la física nuclear teórica que ha hecho».[2]
- Medalla Max Planck, en 1983